# Divignano
Divignano är en ort och kommun i provinsen Novara i regionen Piemonte i Italien. Kommunen hade 1 414 invånare (2018).